# Губин, Игорь Евгеньевич
Игорь Евгеньевич Губин (18 апреля 1906 года, Санкт-Петербург — 15 июля 2001 год) — геолог, сейсмолог. Член-корреспондент АН СССР.

## Биография
Родился 18 апреля 1906 года в городе Санкт-Петербург. В 1934 году окончил Ленинградский горный институт. С 1932 по 1938 год работал во Всесоюзном научно-исследовательском институте. С 1938 по 1945 год работал в Таджикском филиале АН СССР. C 1945 года в институте физики Земли АН СССР.
С 23 декабря 1976 года член-корреспондент АН СССР по специальности сейсмология, геология, на отделение геологии, геофизики и геохимии.
Скончался 15 июня 2001 года. Похоронен на Востряковском кладбище.

## Научная деятельность
Основные труды по сейсморайонированию, сейсмотектонике Средней Азии.
Установил закономерные соответствия геологических и сейсмических явлений для прогноза землетрясений.

## Сочинения
- Губин И. Е. Геологическая граница между Памиром и Длаем. — М.—Л., 1940.[4]
- Губин И. Е. Закономерности сейсмических проявлений на территории Таджикистана. — М., 1960.[4]
- Губин И. Е. Lecture notes on basic problems in seismotectonics. — Tokyo, 1967.[4]

## Награды и премии
- Орден Дружбы народов
- Орден «Знак Почёта»[4].